# Vilâyet Basra

Basra-Vilâyet im Jahre 1900

Das Vilâyet Basra oder auch das Beglerbeglik Basra (türkisch Basra Beylerbeyliği) war eine administrative Provinz (Vilâyet) des Osmanischen Reiches mit der Hauptstadt Basra. 
Die Osmanen eroberten Basra im Jahr 1534. Das Vilâyet wurde 1538 gebildet. Durch Aufstände und Feldzüge wurde Basra manchmal an Bagdad angebunden oder als Vilâyet organisiert. Im 17. Jahrhundert war es de facto unabhängig und wurde von einer lokalen Dynastie beherrscht. Mitte des Jahrhunderts konsolidierte das Reich seine Macht erneut. 1696 geriet Basra in iranische Hände.
1914 besetzte britisches Militär das Vilâyet gliederte es 1918 in die Occupied Enemy Territory Administration East vormals osmanischen Gebiets ein, aus der durch den Sèvres-Vertrag 1920 das britische Mandat Mesopotamien hervorging. 